# Brda (gmina Budva)
Brda (cyr. Брда) – wieś w Czarnogórze, w gminie Budva. W 2003 roku pozostawała niezamieszkana.